# Józef Kochan
Józef Kochan (ur. 1 września 1923 w Karniowicach, zm. 25 lipca 1989 w Koszalinie) – polski działacz sportowy, szachista i sędzia szachowy.

## Życiorys
W czasie II wojny światowej został wywieziony na roboty przymusowe. Po wyzwoleniu powrócił do kraju i na początku lat 50. XX wieku przeprowadził się na Pomorze Środkowe i z tym rejonem związał się aż do śmierci. Szybko dał się poznać jako pracowity, ofiarny i oddany działacz szachowy. Był współorganizatorem koszalińskiego okręgowego związku szachowego, którego kilkadziesiąt lat był sekretarzem. W czasie swojej działalności prowadził klub "Hetman" przy Wojewódzkim Domu Kultury w Koszalinie, był również kierownikiem i instruktorem w sekcji szachowej KS "Budowlani".
Do jego największych sukcesów szachowych należały dwukrotne zdobycie tytułu mistrza województwa koszalińskiego (1967, 1976) oraz mistrza Koszalina (1978, 1981). Poza grą w turniejach, udzielał się również jako sędzia (posiadał klasę państwową) i szkoleniowiec oraz przede wszystkim jako organizator. Był twórcą ogólnopolskiego festiwalu szachowego w Mielnie, na turnieju tym pełniąc przez dwadzieścia lat funkcję kierownika.
W uznaniu zasług odznaczony został Odznaką Zasłużonego Działacza Kultury Fizycznej. Otrzymał również złotą i srebrną odznakę Polskiego Związku Szachowego oraz Medalem 60-lecia Polskiego Związku Szachowego.
Pochowany na Cmentarzu Komunalnym przy ul. Gnieźnieńskiej w Koszalinie (kwatera R-24, rząd 17, grób 18).
Od 1990 r. w Koszalinie corocznie rozgrywany jest międzynarodowy festiwal szachowy poświęcony pamięci Józefa Kochana.